# Vientos de agua
Vientos de agua és una sèrie de televisió argentí-espanyola que narra el fenomen de la immigració a través de l'exili d'un asturià el 1934 cap a l'Argentina, fugint de problemes polítics, i el retorn del seu fill el 2001 a causa de la crisi econòmica d'aquest país. Va ser creada pel director argentí Juan José Campanella —autor de pel·lícules com Luna de Avellaneda, El hijo de la novia, El mismo amor, la misma lluvia i El secreto de sus ojos— i coproduïda per 100 Bares, Icónica Films, Pol-ka i Telecinco, tractant-se del producte de ficció més car de la història d'aquesta última. La sèrie consta de tretze episodis de 72 minuts de durada.
Es va estrenar en Espanya el 3 de gener de 2006 en horari prime time dels dimarts, emetent els dos primers episodis. Tanmateix, els pobres resultats d'audiència van fer que es traslladés a la franja horària nocturna dels divendres. Després de dues emissions en aquest horari, Telecinco la va retirar de la seva programació el 4 de febrer, argumentant que buscava evitar la pirateria per Internet. Per la seva part, es va estrenar al Canal Trece de l'Argentina el 21 de maig del mateix any, els diumenges a la nit. En aquest país, els nivells d'audiència no van respondre íntegrament a les expectatives; no obstant això, la producció va ser emesa en la seva integritat, encara que amb freqüents canvis de dia i horari d'emissió. La sèrie es troba disponible en format DVD i va ser una de les sèries de televisió més venudes de 2006 a Espanya.

## Argument
La sèrie s'inicia en 1935 amb la història de José Olaya (Ernesto Alterio), un asturià anarquista de 19 anys que treballa amb el seu pare i el seu germà Andrés en una mina de carbó. Un dia ocorre una fuita de gas i Andrés demana al capatàs que deixi sortir als treballadors, entre els quals hi havia nens. El capatàs desoeix la petició i Andrés desobeeix l'ordre de tornar al treball, evacuant als miners; no obstant això, resulta mortalment ferit en una ensulsiada. José i el seu pare aconsegueixen portar a un agonitzant Andrés a la seva casa, on mor envoltat per la seva família. Aquesta mateixa nit, José decideix esclatar la mina en venjança i després de fer-ho, és perseguit per la Guàrdia Civil. La seva mare li demana que s'exiliï a l'Argentina amb els diners que tenia estalviat el seu germà mort i adopti la seva identitat. José mantindrà en secret la defunció del seu germà i es farà cridar Andrés pels seus futurs amics i família.
Paral·lelament, en 2001, el fill menor d'un envellit José (Héctor Alterio), Ernesto Olaya (Eduardo Blanco) és un arquitecte porteny sense treball que sofreix l'avantsala de la crisi econòmica d'aquest any. Juntament amb la seva esposa i fills, decideixen emigrar a Espanya, però el denominat Corralito va bloquejar els seus dipòsits bancaris impedint-li comprar quatre passatges d'avió. No obstant això, el seu pare li ofereix diners suficients perquè viatgi sol. Ernesto es trasllada a Madrid, on coneix Ana (Marta Etura), una cambrera vintanyera que l'ajuda a instal·lar-se en un departament compartit amb Mara (Angie Cepeda), una jove immigrant il·legal colombiana. Ernesto observa com els seus plans de progrés s'enfonsen davant una lenta burocràcia espanyola i les restriccions i xenofòbia que sofreixen els immigrants. Malgrat això, esmenta a la seva família sobre la seva veritable situació, fent-los creure que viu sol i amb bones expectatives de treball.
Tornant al passat, José s'embarca rumb a l'Argentina, coneixent en el seu viatge a Juliusz Lazlo (Pablo Rago), un jove jueu de nacionalitat hongaresa i a Gemma (Francesca Trentacarlini/Giulia Michelini), una nena italiana de nou anys que va perdre la seva família. Junts s'instal·len en un conventillo del barri porteny de La Boca. L'argument continua durant les dècades de 1940 i 1950 amb les vivències de José amb l'esclat de la Guerra Civil espanyola, la història d'amor entre Juliusz i Gemma, el panorama polític argentí durant el peronisme i amb les diferents dones que passen per la vida de José, com la seva primera esposa Sophie (Caterina Murino) i la segona, Lucía (Valeria Bertuccelli), qui acabaria sent la mare d'Ernesto.
Per part seva, Ernesto aconsegueix temporalment un treball il·legal en un estudi d'arquitectes. Eventualment, a causa de la falta de sinceritat i la llarga separació amb la seva família, comencen a sorgir frecs entre Ernesto i la seva esposa Cecilia (Claudia Fontán), qui comença una relació extramatrimonial amb un company del seu treball. Ja al final de la sèrie, Cecilia i Ernesto es divorcien, i aquest últim comença a tenir sentiments cap a la seva companya d'habitatge Mara, amb qui s'acaba casant i tenint un fill.
Finalment, en 2005, Ernesto —qui ja gaudeix de la doble nacionalitat i un treball estable com a arquitecte— i el seu pare visiten Astúries. Allí José es troba amb els fantasmes del seu passat; decideix matar el capatàs que va manar a la mina al seu germà fa 70 anys i més tard suïcidar-se per a reunir-se amb els seus amics. Finalment recapacita i s'adona que té una vida en el present. La sèrie acaba amb Ernesto i el seu pare asseguts enfront de la tomba d'Andrés, mentre José finalment li revela el seu secret.

## Repartiment
El trio protagonista està compost per actors argentins però amb la doble nacionalitat espanyola. Ernesto Alterio interpreta José Olaya entre els 19 i els 43 anys, mentre que el seu pare en la vida real, Héctor Alterio, ho fa quan el personatge té 86 i 90. Si bé els dos actors no comparteixen cap escena junts, sí que ho van estar durant el rodatge. Héctor Alterio va remarcar que va trobar «molt divertit» el treballar junts i que inevitablement van sorgir «codis familiars». També es va referir a la sèrie i al seu paper com una història que «trasunta emoció, bondat i, fonamentalment, entreteniment. És una satisfacció treballar amb Campanella. Són ofertes que s'accepten amb els ulls tancats». Completa la terna Eduardo Blanco, qui assumeix el paper d'Ernesto Olaya, fill de José. L'actor va repetir amb el director Campanella per quarta vegada.
L'elenc dels personatges del segle XX es compon amb els argentins Pablo Rago com l'hongarès Juliusz Lazlo i Valeria Bertuccelli com Lucía, les italianes Francesca Trentacarlini i Giulia Michelini com Gemma —la primera interpreta el personatge amb nou anys i la segona a partir dels catorze— a més de Caterina Murino, qui va interpretar anteriorment a Solange, una de les noies Bond de Casino Royale. També apareixen els espanyols Rubén Ochandiano com el jove anarquista Vidal, Pilar Punzano com Laia, una immigrant que treballa en un cabaret, Bárbara Goenaga com Felisa Olaya, la germana de José, Silvia Abascal com Henar, el primer amor de José, i Susi Sánchez com la seva mare.
Quant als personatges del segle xxi, apareixen la donostiarra Marta Etura com Ana, Carlos Kaspar com Illie, un immigrant romanès i la colombiana Angie Cepeda. Claudia Fontán interpreta la dona d'Ernesto, mentre que Mariano Bertolini i Manuela Pal als seus fills Tomás i Alicia, respectivament. En els últims capítols fa la seva aparició el personatge Javier, interpretat per El Gran Wyoming.

## Producció

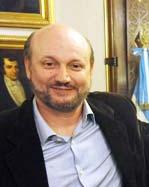
Juan José Campanella

La sèrie va ser creada pel cineasta argentí Juan José Campanella qui va trobar inspiració per a la història en els seus familiars emigrants. Eduardo Blanco, qui protagonitza la sèrie també va afirmar: «Es tracta d'una història que, desgraciadament, no és pròpia. Jo mateix tinc un oncle nascut a Galícia que fa 50 anys es va venir a l'Argentina amb una mà davant i una altra darrere, i que, després de la crisi, i amb més de setanta anys, s'ha hagut de tornar a Espanya amb una mà davant i una altra darrere». També va fer referència al seu avi, a qui va dedicar la sèrie: «El fet que Vientos de agua constitueixi un homenatge a la seva memòria, no significa que Julio Quintana hagi servit de model per al personatge d'Andrés [...]. Jo diria que representen caràcters oposats. Andrés és un d'aquests asturians greus, dedicats en ànima i cos al treball i a la família. El meu avi es prenia la vida més a la lleugera». La seva intenció amb aquesta obra, afirma, no és de «donar una lliçó als espanyols», sinó «recordar el que és ser l'estrany».
Campanella també va produir, va dirigir i va escriure diversos episodis, una activitat que va definir com un «treball d'esclaus». També van participar els directors Bruno Stagnaro (dos episodis), Paula Hernández (un) i Sebastián Pivotto (tres). En el guió van col·laborar Juan Pablo Domenech (vuit episodis), Alejo Flah (set), Àuria Martínez (sis) i la nominada al premi Oscar per La historia oficial Aída Bortnik, en tres episodis.
La producció va estar a càrrec de Telecinco en col·laboració amb 100 Bares, Pol-ka i Icónica, de José Nolla Fernández. Al moment de la seva estrena, es tractava del producte de ficció més ambiciós dut a terme per la cadena en matèria de pressupost, producció i nivell artístic, segons va afirmar Alberto Carullo, el seu director d'antena. El seu pressupost va aconseguir aproximadament els 600 mil euros per episodi, comptabilitzant un total de gairebé vuit milions de la mateixa moneda.
El rodatge es va dur a terme en 140 locaciones repartides en Astúries, Buenos Aires i Madrid. Al Principat, els escenaris van ser el penya-segat de la platja d'Estany i els voltants del Museu del Poble d'Astúries, aGijón; Casa Amador, en Sotrondio; la mina "Las hermanas" i l'església de Santibáñez de Murias, Prieres, al Parc Natural de Redes; Soto de Agües, a Sobrescobiu i el Museu de la Mineria i la Indústria, a El Entrego. En la capital argentina, es van construir en estudis del barri de Palermo un model dels interiors i una meitat de la coberta del transatlàntic fictici Aquitaine, en el que emigraran José Olaya i altres personatges, procés que va demandar 45 dies més quatre d'enregistrament. A més, es va construir el departament de tres ambients del barri madrileny de Lavapiés, on s'instal·laran Ernesto i Mara.

## Recepció
La sèrie va rebre generalment bones crítiques a ambdós costats de l'Atlàntic. Sergi Pàmies del periòdic espanyol El País va definir la sèrie com una «crònica de dues èpoques amb terra i temps pel mig i, no obstant això, tan dolorosament semblants. La família, la història, els principis, els abusos de poder i la caça a la qual la destinació sotmet als més febles són els elements d'aquesta aventura sobre l'exili en les seves múltiples variants. També és una reflexió sobre com el desarrelament crea vincles i mites que poden salvar-te o destruir-te. Em temo que les audiències obtingudes no cobreixen ni les expectatives ni la inversió però, precisament per això, no deixin de veure-la. L'estrena de Vientos de agua mereix un fragorós aplaudiment». El diari Clarín de Buenos Aires va afirmar que la sèrie «és una superproducció notable sobre la immigració. Però és també un retrat íntim de personatges entranyables, amb actuacions a mesura, com les d'Ernesto Alterio i Pablo Rago, entre tantes per a destacar»
PPer part seva, Javier Pérez de Albéniz, del també matutí espanyol El Mundo, va criticar el baix nivell de la televisió d'aquest país dient que la sèrie és «una bufetada a la cara de tots els productors de porqueria empapussada en forma de ficció. Vientos de agua és la prova que, si es vol (i se sap), és possible fer bones sèries, bona televisió. […] Les audiències? En casos com aquest les quotes de pantalla són, més que mai, índexs d'embrutiment. Vientos de agua ha estat per sota del que es preveu per la cadena i Telecinco es veu obligada a canviar-la de dia, en un desesperat intent per salvar tan important producte. No em sorprenen les males audiències: si les televisions porten anys alimentant als ases amb palla seca és difícil que aquests apreciïn la mel a la primera. I Vientos de agua és un pot gran de sucosa mel, una frasca enorme que s'ha vessat sobre la resta de sèries espanyoles enllardant-les fins al ridícul. Si abans ja estaven cobertes de mosques, ara sí que no vull ni mirar». De la mateixa manera, Pablo Sirvén del diari porteny La Nación també va criticar el baix nivell de les produccions actuals i com els canvis d'horaris van deteriorar el producte a l'Argentina: «Quan en 2006 Juan José Campanella va intentar retornar-li a la televisió qualitat amb la seva estimable minisèrie Vents d'aigua, que recreava les immigracions creuades entre Espanya i l'Argentina, l'experiència valia la pena de ser secundada perquè elevava substancialment el nivell del mitjà. No obstant això, Canal 13 no la va cuidar, la va moure quantes vegades se li va antullar de dia i horari en un autosabotaje inexplicable. Vientos de agua tenia una cuidada reconstrucció d'èpoques i apuntava a capítols crucials de la vida de tots dos pobles. Aportar coneixements i sentit de la tolerància al públic de la televisió redunda en una millor vida social de tots».
Des de Astúries es van rebre crítiques sobre el mal ús de l'asturià per part d'organismes com l'Acadèmia de la Llengua Asturiana, encarregada de la seva normativització, qui va afirmar que hi havia errors i la qualificava com una oportunitat perduda. També la degana de la Facultat de Filologia de la Universitat d'Oviedo va expressar el seu malestar per l'ocupació inapropiada de les formes gramaticals asturianes al mateix temps que mostrava la seva alegria per l'elecció d'aquest idioma i el seu corresponent subtitulat en castellà.
Responent a les baixes xifres d'audiència a Espanya, Telecinco va optar per canviar l'horari de transmissió als divendres per la matinada, on va romandre per dues emissions. Després d'això, la cadena va decidir estrenar la sèrie en FDF, el seu canal de Televisió Digital Terrestre al febrer. El 6 de maig de 2006 la sèrie va sortir a la venda en DVD a Espanya. Campanella va reconèixer que aquest era el format idoni per a la sèrie, ja que aquesta «ha interessat a un públic més acostumat a seguir produccions cinematogràfiques». Finalment, la sèrie va ser estrenada amb èxit el 28 de gener de 2008 en Radiotelevisión del Principáu d'Asturies —la televisió autonòmica asturiana—, on va aconseguir un 11% de la quota de pantalla.
A l'Argentina, la sèrie va aconseguir una mitjana d'11 punts d'índex d'audiència. Va rebre múltiples nominacions per als premis Clarín Espectacles de 2006, encara que només va guanyar en la rúbrica musicalització. També va ser nominada als Premis Martín Fierro, on va resultar guanyadora en les categories de Millor Unitari o Minisèrie, Millor Autor/Libretista, Millor Director, Millor Tema Musical Original i Millor Producció Integral. L'actor canari Quique Hernández va obtenir una nominació com millor actor secundari als Premis de la Unión de Actores per la seva breu aparició a la sèrie.
El diumenge 7 de gener de 2007 la sèrie va ser reestrenada en la cadena HBO. A més de l'emissió dominical, comptava amb una repetició els dijous.
Durant el mes de maig de 2009, la sèrie ha estat repetida en la televisió pública argentina (Canal 7), de dilluns a dijous a les 23 hores.